# Xylaria mellissii
Xylaria mellissii är en svampart som först beskrevs av Miles Joseph Berkeley, och fick sitt nu gällande namn av Mordecai Cubitt Cooke 1883. Xylaria mellissii ingår i släktet Xylaria och familjen kolkärnsvampar.   Inga underarter finns listade i Catalogue of Life.